# Ernst Kreytenberg
Ernst Kreytenberg (* 21. März 1904 in Emmerich; † 29. April 1976 in Hannover) war ein deutscher Architekt.

## Leben
Ernst Kreytenberg besuchte das Willibrord-Gymnasium in Emmerich, wo er 1924 das Abitur ablegte.
1924 begann Kreytenberg das Studium der Architektur an der Technischen Hochschule Hannover und erlangte 1928 das Diplom. Im selben Jahr und bis 1931 arbeitete er im Büro der Architekten Tietmann und Haake in Düsseldorf, kehrte jedoch 1931 in seine Geburtsstadt Emmerich zurück und wirkte zunächst dort als freiberuflicher Architekt, bis er 1938 diese Tätigkeit auch auf Hannover ausdehnte. Seine freiberuflichen Tätigkeiten unterbrach er in den Jahren des Zweiten Weltkrieges und danach, während der er im hannoverschen Büro des Architekten Wilhelm Fricke im Angestelltenverhältnis beschäftigt war.
Noch unter der Britischen Besatzung wurde Ernst Kreytenberg am 9. Januar 1947 in den Bund Deutscher Architekten aufgenommen, arbeitete dann unter anderem im  Sachverständigen- beziehungsweise Baupflege-Beirat der Landeshauptstadt Hannover.
Ernst Kreytenberg war seit 1962 Mitglied im Schulvorstand des von ihm neu erbauten Nordsee-Gymnasiums auf Langeoog. Sein Sohn Winfried Kreytenberg, genannt „Wiek“, der dort 1965 das Abitur bestand, kam 1969 während eines wissenschaftlichen Tauchgangs vor Helgoland ums Leben.

## Bauten und Entwürfe
- bis 1938: verschiedene Kirchenbauten in
  - Südlohn,
  - Altstätte
  - und Ellerwick[1]
- 1950–1952: Wohnsiedlung Rund um die Kreuzkirche im Kreuzkirchenviertel in Hannover (gemeinsam mit Hans Jaeckel, Georg Seewald, Karl Siebrecht, Erwin Töllner und Ernst Zinsser)[1]
- 1952: verschiedene Wohnhausbauten in Nordhorn[1]
- 1953: eigenes Wohnhaus im Spitzwegwinkel in Hannover[1]
- 1956: Rathaus in Rees[3]
- 1953–1956: Wohnviertel bei der Neustädter Kirche in Hannover (gemeinsam mit Georg Seewald, Konstanty Gutschow, Armin Lohse und Walter Klare)[1]
- 1956–1957: Kaufhaus Karstadt in Braunschweig[1]
- 1957–1958: Erweiterungsbau der Oberfinanzdirektion Hannover als Hochhaus[1]
- 1958: Neubau einer Volksschule in Hannover, Birkenstraße 12[1]
- 1960: Verwaltungsgebäude der Landesversicherungsanstalt Niedersachsen in Hannover, Hildesheimer Straße 20 (später vom Landkreis Hannover genutzt)[1]
- 1962: Volksschule Rehmer Feld in Hannover mit den Gebäuden Kapellenbrink 14 und Groß-Buchholzer-Kirchweg 53[1]
- 1960er Jahre: Neubau des Nordsee-Gymnasiums auf Langeoog[2]